# The Bee Gees Sing and Play 14 Barry Gibb Songs
The Bee Gees Sing and Play 14 Barry Gibb Songs ist das erste Musikalbum der Bee Gees, 1965 in Australien veröffentlicht.

## Produktion
Als das Album im November 1965 erschien, hatte die Band mit der Single „Wine And Women“ einen ersten kleinen Hit in Australien, nachdem sämtliche seit 1963 veröffentlichten Singles vom Publikum unbeachtet geblieben waren. Diese Gelegenheit nutzte das Plattenlabel, um diese älteren Songs auf einem Album zu veröffentlichen. Dazu kamen die aktuelle Single sowie vier weitere, neue Kompositionen von Barry Gibb.
Die ältesten Aufnahmen des Albums stammen von der zweiten Single aus dem Sommer 1963 („Timber“, „Take Hold Of That Star“). Auch die mit den späteren Delawares als Begleitband eingespielte Single „Claustrophobia“ ist enthalten.
Bill Shepherd nahm als Produzent mit den Bee Gees sieben Songs auf, die allesamt auf diesem Album zu finden sind. Shepherd, der eher als Easy-Listening-Arrangeur bekannt war, sorgte bei der Band für frischen Wind, indem er ihr einen moderneren, gitarrenlastigeren Sound verpasste.
Auf „I Don’t Think It’s Funny“ ist Robin Gibb zum ersten Mal als Solist zu hören.
Sowohl das Album, als auch die parallel veröffentlichte Single „I Was a Lover, a Leader of Men“ konnten den kleinen Erfolg von „Wine And Women“ nicht wiederholen.

## Trackliste
Alle Songs wurden von Barry Gibb komponiert.
- A1. I Was a Lover, a Leader of Men
- A2. I Don’t Think It’s Funny
- A3. How Love Was True
- A4. To Be Or Not To Be
- A5. Timber!
- A6. Claustrophobia
- A7. Could It Be
- B1. And The Children Laughing
- B2. Wine And Women
- B3. Don’t Say Goodbye
- B4. Peace Of Mind
- B5. Take Hold Of That Star
- B6. You Wouldn’t Know
- B7. Follow The Wind

## Ausgaben
Das Album wurde 1966 auf dem Label Calendar in Australien neu aufgelegt. Die Songs des Albums fanden sich später auch auf den Alben der »Rare, Precious & Beautiful«-Reihe wieder, womit sie 1968 erstmals auch in Europa erschienen. Ab den späten 1970er-Jahren wurde dieses Material auf unzähligen Billiglabels zunächst als LP, später auch im CD-Format wiederveröffentlicht.
2013 erschien die australische 3CD-Box »The Festival Album Collection 1965-67«, innerhalb der das Album – inklusive originalem Artwork – nach 48 Jahren erstmals wieder veröffentlicht wurde.
- 1965 AUS: Leedon LL 31801 (LP, Mono)
- 1966 AUS: Calender Monaural R-66 241 (LP, Mono)
- 2013 AUS: Festival/Warner FEST601006 (CD-Box The Festival Album Collection 1965-67)